# The Code (Nemo-sang)
"The Code" er en sang af den schweiziske kunstner Nemo. Den blev udgivet som single den 29. februar 2024 og var Schweiz' bidrag til Eurovision Song Contest 2024.

## Om sangen
"The Code" er skrevet af Benjamin Alasu, Lasse Midtsian Nymann, Linda Dale og Nemo Mettler. I pressemeddelelser udtalte Mettler, at sangen beskriver hans erkendelse af sin ikke-binære identitet, idet han erklærede, at det at indse, at han er ikke-binær, har givet ham "frihed", og at han ved at deltage i Eurovision Song Contest kan "stå op for hele LGBTQIA+-fællesskabet". Ifølge Mettler, da han accepterede, at han ikke "følte sig som en mand eller en kvinde... jeg var nødt til at bryde nogle koder".